# 不貞行為
不貞行為（ふていこうい）とは、配偶者としての貞操義務違反行為（自由な意思に基づいて配偶者以外の者と性的関係を結ぶこと）を意味する、民法770条に離婚事由として規定されている法律用語である。

## 民法上の「不貞行為」

### 現行民法
1947年（昭和22年）の「民法の一部を改正する法律」（昭和22年法律第222号）により誕生した民法770条1項1号において「配偶者に不貞な行為があったとき。」を離婚の訴を提起することができる場合（離婚原因）と規定している。これは、一夫一婦制を採用する日本での婚姻においては、夫婦間に貞操義務があることを前提として、不貞行為を貞操義務違反行為として離婚原因とする趣旨であるとされる。

### 民法改正前
旧民法（明治31年法律第9号）では、813条2号及び3号において「妻カ姦通ヲ為シタルトキ」及び「夫カ姦淫罪ニ因リテ刑ニ処セラレタルトキ」を離婚原因としていた。ただし、同法814条及び816条において、その離婚原因となる事実を同意・宥恕していた場合や、その事実を知った時から1年を経過した後、またはその事実が発生した時から10年を経過した後では、離婚の訴を提起することはできないとされていた。
この改正前の規定では、夫と妻で姦通の扱いが区別されており、家父長制的発想が反映された夫婦不平等主義であったが、民法の改正前に施行されていた「日本国憲法の施行に伴う民法の応急的措置に関する法律」（昭和22年法律第74号）において、5条3項に設けられた「配偶者の一方に著しい不貞の行為があつたときは、他の一方は、これを原因として離婚の訴を提起することができる。」の規定を嚆矢として、不貞行為についての夫婦平等が立法の上で実現された。

## 判例上の「不貞行為」
判例では、不貞行為の意義を「配偶者のある者が、自由な意思にもとづいて、配偶者以外の者と性的関係を結ぶこと」とし、配偶者の自由意志に基づく姦通に限定しており、通説も判例と同様の立場を取っている。
なお、民法770条2項の規定により離婚請求が棄却される可能性はあるが、その回数や期間は問われていないため、短期間の一時的な関係であっても不貞行為となる。

### 離婚請求
判例や通説が不貞行為を限定して解釈しているため、不貞行為を離婚原因とする離婚の訴えを提起する場合には、原告は被告の不貞行為を推測させる手紙や電子メール、ホテルや食事に関する領収書やクレジットカードの明細などを証拠として提示する必要があり、不貞行為を立証することは容易ではない。
過去の判例としては、下記のような事例において、不貞行為が認められた。
- 夫が特定の女性と頻繁に外出して帰宅が遅くなることも稀ではなく、その2人の行動が友人間で噂され、知人達で会食した際に2人が行方をくらまし翌朝に帰宅したことなどから、「単なる友人の域を越えて性的関係ありと推認すべき」として不貞行為に該当すると認めた事例[13]。
- 妻が特定の男性とアパートの一室で雨戸と出入口の鍵を閉めて2人きりになり、その際に夫がドアをノックしても開けなかったことや、和解の話合いの場で妻が不倫関係を明確に否認せず、示談金の提案に対し「考えてみる」との態度をとったことなどを総合し、「通常の交際の範囲を越えた深い男女関係にあったと推認するのが相当」として不貞行為を認めた事例[14]。

#### 同項5号との関係
前述のように、判例や通説は不貞行為を「性的関係を結ぶこと」に限定して解釈しており、その立証も困難であることから、実務上では、民法770条1項5号に規定する「その他婚姻を継続し難い重大な事由があるとき。」を併せて主張する場合も少なくない。
過去の判例として、「不純な肉体関係を認定するに足る的確な証拠は存しない」とされたが、妻の疑惑を解かなかったことなどから、夫の責任で「婚姻を継続しがたい重大な事由があるもの」とし「離婚の請求は理由があるものとして認容」された事例がある。

#### 同性との不貞行為
同性の者との不貞行為（いわゆる同性愛行為）は、判例により異同がある。
1972年（昭和47年）の地方裁判決では、5号により離婚請求がされており、この判決によって、同性愛行為は不貞行為ではないとする見解が有力とされていた。しかし、2021年（令和3年）の地方裁判決では、同性同士の性的行為も不貞行為に当たるとされた。
また、2020年（令和2年）の東京高裁において、一方の不貞行為により破局した女性同士のカップルに対して「婚姻に準ずる関係にあった」として、不貞行為をした女性に賠償を命じた事例もある。

### 有責配偶者による離婚請求
不貞行為などを働き婚姻関係を破綻させた配偶者（有責配偶者）の側から民法770条1項5号による離婚請求をすることは、その配偶者（無責配偶者）にとっては「俗にいう踏んだり蹴たりである」として有責配偶者からの離婚請求は許されないとされ、最高裁はいわゆる消極的破綻主義を取っていた。
ところが、1987年（昭和62年）に最高裁が、制限付きながらも積極的破綻主義を採用したことにより、消極的破綻主義に立っていた判例は変更された。

### 親子関係不存在確認の訴え
「夫が子の出生を知った時から1年（民法777条）」を超えると、DNA鑑定などの科学的証拠により夫と子の間に生物学上の父子関係が認められない場合（つまり妻の不貞行為が判明した場合）であっても、「子の身分関係の法的安定を保持する必要」があるため、民法772条に規定する嫡出の推定が優先され、親子関係不存在確認の訴えをもって、その父子関係の存否を争うことは原則できない。